# Polypedilum chubetubeceum
Polypedilum chubetubeceum är en tvåvingeart som beskrevs av Sasa och Suzuki 2001. Polypedilum chubetubeceum ingår i släktet Polypedilum och familjen fjädermyggor. Inga underarter finns listade i Catalogue of Life.